# Nepenthes albomarginata
Nepenthes albomarginata — вид квіткових рослин родини непентесових (Nepenthaceae). Інша назва — непентес білокаймистий.

## Поширення
Nepenthes albomarginata є широко поширеним видом, що зустрічається на Борнео, Суматрі і півострівний Малайзії. Він також знаходиться на невеликих островах, таких як Ніас і Пенанг. Він поширений на висоті 0-1200 м над рівнем моря.
Його типовим середовищем проживання є вересові ліси Сундаленду, але він також був записаний з вершинної рослинності рівнинних піків. Полюбляє торфові і вапнякові субстрати.

## Спосіб життя
Вид є найбільш вузькоспеціалізованим хижаком серед м'ясоїдних рослин. Єдина здобич, що його цікавить — терміти виду Hospitalitermes bicolor. Непентес заманює термітів за допомогою білих ворсинок, розташованих навколо горловини. Завдяки цьому хитрому виверту рослина-хижак може зловити близько 6000 термітів за ніч.